# جنة دلمون المفقودة
حديقة الألعاب المائية جنة دلمون المفقودة (بالإنجليزية: The Lost Paradise of Dilmun) هي أكبر حديقة مائية في البحرين والشرق الأوسط، وتقع في منطقة العرين في البحرين.
تم افتتاح الحديقة المائية بالبحرين رسميا في 2 سبتمبر 2009م، بتكلفة إجمالية تصل إلى 50 مليون دولار أمريكي.

## مساحة الحديقة
تبلغ المساحة الإجمالية للحديقة المائية الضخمة جنة دلمون المفقودة حوالي 77 ألف متر مربع ،و تستطيع استقبال أكثر من 5 آلاف زائر في نفس الوقت.
....

## تصميم الحديقة
الحديقة المائية تستمد فكرتها وروحها من التاريخ الغني لحضارة دلمون قبل 4000 عام،والذي ينعكس جليا من خلال التصميم الفريد للحديقة المائية والمجسمات الصخرية المنحوتة بمهارة عالية.

## محتويات الحديقة
أعلنت الحديقة المائية الأكبر في البحرين جنة دلمون المفقودة افتتاح موسمها التاسع في 2مارس 2016، فقد أتم القائمون على جنة دلمون في الآونة الأخيرة العديد من الانجازات في إطار خطة شاملة قيمتها حوالي 40 مليون دولار حيث تم لبدء الموسم الجديد القيام بحملة الصيانة السنوية، وعمليات التفتيش على السلامة من أجل ضمان أن تكون جميع مرافق الحديقة تعمل على المستوى الأمثل وعلى قدم المساواة مع مستويات المرافق العالمية. كما يسعون جاهدين لتقديم مرفق ترفيهي أكثر إثارة بقدر كبير من السلامة لجميع مرتادي جنة دلمون.
ووفق الجدول الزمني للتوسعات فقد تم إضافة لعبتين جديدتين لهذا الموسم هما «حلقات الانزلاق الصاروخية» و«سفينة القراصنة»، وتعد حلقات الانزلاق الصاروخية أحد الألعاب المقرر انضمامها إلى مجموعة الألعاب الترفيهية في جنة دلمون وهي للشجعان والأقوياء، صممتا جميعا وفق التكنولوجيا الرائدة المطبقة على الجيل الجديد من إنتاج الزلاجات المائية، كما ستقدم سفينة القراصنة مغامرة جديدة للأطفال, حيث الأجواء الجذابة والمثيرة، المتكاملة مع شعارات القراصنة، والتزلج على المياه بمختلف الألوان، وأنواع الرسوم الزخرفية المتحركة التي تستحضر حياة القراصنة القريبة من الواقع. وسوف يستمتع الأطفال برشاشات الماء والزلاجات المائية والتجديف من خلال شلالات المياه المحيطة، وسوف تعدّ هذه الألعاب الجديدة أحد مرافق الجذب الرئيسة وتعزيز ترفيه الصغار والكبار على حد سواء في حديقة جنة دلمون المفقودة، لتكونا جاهزتين مع بداية الربع الثاني.
ويفاخر المتنزه المائي أيضا بمجموعة متنوعة من الطعام والمشروبات الشهية، مع 3 مطاعم تقدم الأطباق العالمية، وتوفر جميع الأطايب لتتيح لكم يوما مليئا بالنشاطات والراحة. ووفق خطة التوسع، فقد تم إضافة مطعمين جديدين، فقد افتتح مؤخرا مقهى مد سمر، لتقديم تجربة ترحب بضيوف الحديقة والضيوف من الخارج في جوّ دافئ ومريح وتعدّ مكانا مثاليا للمجموعات والأصدقاء لقضاء الوقت معا.
كما تم حديثا بناء «البحيرة الزرقاء» التي بنيت على الشريط الجانبي للشاطئ في مكان مرتفع وأحيطت بالجدران الزجاجية الشفافة، وذلك لتوفير رؤية مثالية للأمواج وللمرح ما بعد الأمواج على الشاطئ، ليمثل إضافة أخرى إلى أماكن تقديم المشروبات والوجبات الخفيفة العديدة داخل الحديقة.
وبهذه المناسبة قال المدير العام بيير فاسيير: تعتبر «جنة دلمون المفقودة» شهادة حية على التزامنا بتعزيز موقع البحرين لتكون المكان الأول لصناعة السياحة والترفيه. فمن خلال الاستثمارات والمشاريع المخطط لها على نحو مستمر، نحن نهدف إلى تطوير الحديقة والمناطق المحيطة بها، من أجل توفير وجهة عائلية فريدة للسكان المحليين، فضلا عن السياح الدوليين، حيث ستضيف الزلاجات المائية الجديدة ومنافذ الطعام الترفيهية بعدا جديدا لتجربة جنة دلمون المائية في البحرين. والآن توفر جنة دلمون المفقودة أكثر من 20 من الألعاب والزلاجات وأماكن الجذب السياحي، بالإضافة إلى أكبر مجموعة متنوعة من المطاعم.
كما سيتم أيضا كشف النقاب عن تقويم مثير للأحداث التي ستعرض أحدث المواهب المحلية والدولية من عروض لفرق استعراضية وبرامج ترفيهة، إضافة إلى جلب المطربين الخليجين والدوليين، وفرق دي جي والكثير.